# Mingala
Mingala – miasto w Republice Środkowoafrykańskiej w prefekturze Basse-Kotto. Miasto jest ośrodkiem administracyjnym podprefektury Mingala. Według danych statystycznych w 2003 r. miejscowość wraz z całą podprefekturą zamieszkiwało ok. 22 tys. mieszkańców.